# Schlosspark Buch
Schlosspark Buch este o arie protejată (arie specială de conservare — SAC, sit de importanță comunitară — SCI) din Germania întinsă pe o suprafață de 25,58 ha, integral pe uscat.

## Localizare
Centrul sitului Schlosspark Buch este situat la coordonatele 52°38′17″N 13°29′59″E / 52.6381°N 13.4997°E.

## Înființare
Situl Schlosspark Buch a fost declarat sit de importanță comunitară în mai 2004 pentru a proteja 2 specii de animale. Situl a fost protejat și ca arie specială de conservare în septembrie 2016.

## Biodiversitate
Situată în ecoregiunea continentală, aria protejată conține 2 habitate naturale: Păduri de stejar sau de stejar și carpen sub-atlantice și medio-europene de Carpinion betuli, Păduri aluvionare cu Alnus glutinosa și Fraxinus excelsior (Alno-Padion, Alnion incanae, Salicion albae).
La baza desemnării sitului se află mai multe specii protejate:
- păsări (1): ciocănitoarea de stejar (Dendrocopos medius)
- nevertebrate (1): Osmoderma eremita